# CFE-01/TD
CFE-01/TDは、日通工が開発した、DDIポケット/ウィルコム向けコンパクトフラッシュ形データ通信端末製品である。

## 概要
このデータ端末は、コンパクトフラッシュ型 Type2端末である。本体の色調は、ベースとなったCFE-01と同様に、白と水色を採用している。「C@rdH"64 petit」の愛称が付けられた。
PCカードスロットがあるノートパソコンなどでは、付属のアダプターを使って通信する事が出来る。またコンパクトフラッシュ端子のあるPDAでは直接繋いで通信できる。
通信形式は、PIAFS（64k・32k）に対応している。

## 仕様
- 対応OS（各日本語版）
  - Microsoft Windows 95
  - Microsoft Windows 98
  - Microsoft Windows Millennium Edition
  - Microsoft Windows 2000
  - Microsoft Windows XP
  - Classic Mac OS 8.5 / 8.5.1 / 8.6 / 9.0 / 9.0.4 / 9.1 / 9.2 / 9.2.1 / 9.2.2

## 歴史
- 2001年5月16日 - 販売予定である事を発表。
- 2001年5月25日 - 技術基準適合証明 (TELEC) の審査を通過（証明記号 - JZAA0156）。
- 2001年6月 - 発売開始。